# Лісовська Лідія Іванівна
Лідія Іванівна Лісовська, до шлюбу Демчинська (1910, Рівне — 26 жовтня 1944, Мазярка, Хмельницька область) — польська балерина, позаштатна розвідниця НКВС-НКДБ СРСР під час німецько-радянської війни, членкиня партизанського загону «Переможці». Разом зі своєю двоюрідною сестрою Марією Микотою вони були відомі як помічниці радянського агента Миколи Кузнецова. У документах НКВС фігурувала як агентка «Веселовська» та «Лік». Брала участь у низці операцій Кузнецова, зокрема в операції з викрадення генерал-майора вермахту Макса Ільгена. Вбита за нез'ясованих обставин у 1944 році.

## Довоєнні роки
Народилася 1910 року в місті Рівному. Закінчила приватну гімназію, Варшавське балетне училище та консерваторію, проте балетну та співочу кар'єру не здійснила. За свідченнями сучасників, «…мала прекрасні музичні здібності, добре танцювала і була справжньою красунею», а також мала велику кількість шанувальників. За словами історика Олександра Намозова, під час навчання в гімназії на балу одного разу з'явилася в прозорій сукні, шокувавши оточуючих. Також ходили чутки про пропозиції зніматися в Голлівуді, одну з яких вона прийняла, але дорогою до Берліна втекла з поїзда, вирішивши, що її збираються доставити в якийсь бордель на Близькому Сході.
Двічі була одружена: в 1936 році одружилася з польським адвокатом (помер через рік). Того ж року познайомилася з польським офіцером Єжи Лісовським (уродженець Харбіна), батько якого, підданий Російської імперії, працював на будівництві Китайсько-Східної залізниці (після російсько-японської війни родина переїхала до Вільно). Одружилася з Єжи в 1938 році, після того, як він одержав військове звання капітана (таке було військове законодавство). Заради вінчання вона прийняла католицтво та ім'я Леокадія, хоча близькі й далі називали її Лідою. Під впливом чоловіка, який служив у військах зв'язку в Кротошині (56-й піхотний полк), вона навчилася верховій їзді, фехтуванню на шаблях і стрільбі з револьвера: нерідко потрапляла в призерки змагань серед офіцерських дружин, іноді й перемагала. До початку Другої світової війни працювала сестрою милосердя. Також ходили чутки, що з нею намагався зустрічатися Вольф Ісаакович Ейдельштейн, батько Володимира Жириновського, проте батько заборонив Вольфу мати справи з полькою, дозволивши тільки надавати їй матеріальну допомогу.
За деякими чутками, 1938 року Лісовську спробувала завербувати польська розвідка. Через рік її нібито завербувала Секретна розвідувальна служба Великої Британії. Єжи Лісовський потрапив у 1939 році в полон під час боїв проти німців, і вона помилково вважала його загиблим; після війни він виїхав до Канади. Після радянської окупації Західної України Лісовська погодилася співпрацювати із НКВС та влаштувалась працювати на пошту черговою операторкою у віконці листів до запитання, пізніше переїхала до Львова. За деякими даними, 13 листопада 1939 року її розробку під псевдонімом «Веселовська» почало НКВС СРСР. Наприкінці 1940 року з нею зустрівся Іван Михайлович Попов, співробітник контррозвідки НКВС СРСР, який займався ліквідацією агентів іноземних спецслужб (зокрема шпигунів абверу) на Західній Україні. Перед початком війни він попросив Лісовську у разі загрози окупації Львова якнайшвидше повернутися до Рівного, а також допомогти всім, хто звернеться до неї від імені Попова, повідомивши кодову фразу: «Привіт від Попова» — спробувати знищити якогось високопоставленого німецького воєначальника.

## Початок війни
Після початку німецько-радянської війни Лідія Лісовська для розвідувальної роботи на НКВС переїхала до Рівного, який невдовзі також окупували німці. У Рівному під виглядом приватної стоматологічної клініки працював центр підготовки диверсантів. Марія закрутила роман із керівником цього центру штурмбанфюрером Ульріхом фон Ортелем, соратником улюбленця Гітлера розвідника Отто Скорцені. Якщо Ортель і вмів тримати язик за зубами, то не в усіх ситуаціях і не з усіма. Принаймні або в присутності Марії, або безпосередньо їй він вибовкував не просто секретні, а дуже важливі речі.
Наприклад, про те, що він із колегами підготував групу диверсантів з-поміж перевербованих абвером агентів НКВС для виконання завдання у Москві. Група мала проникнути туди, дістатися полонених німецьких генералів фон Зейдліца і фон Даніельса і знищити їх. Ці двоє воєначальників із низкою інших військовополонених погодилися створити Союз німецьких офіцерів. Вважалося, що його члени стали антифашистами. Вони виступали в агітаційних радіопередачах і на лінії фронту через гучномовці, закликаючи солдатів і офіцерів Вермахту здаватися в полон. Отримавши інформацію про засилання диверсантів, чекісти зуміли їх знешкодити. Вона влаштувалася помічником кухаря в їдальні для офіцерів та співробітників табору для військовополонених. Мешкала з матір'ю, сестрою Оленою та братом Володимиром у будинку № 7 по вулиці Млинарській. Пізніше влаштувалася старшою офіціанткою до ресторану «Дойчегофф». Незважаючи на свою роботу, Лідія відчувала огиду і ненависть до гітлерівців через передбачувану загибель її чоловіка в полоні , але була не в змозі перейти й до радянських партизан через свою позиції власної родини. Лідія таємно допомогла втекти з полону кільком радянським солдатам, у тому числі різноробочому на кухні Володимиру Грязних, який приєднався надалі до партизанського загону « Переможці». Стверджується, що вона врятувала маленьку новонароджену дівчинку, чию матір викрали в Рівненське гетто і пізніше розстріляли , а також свою двоюрідну сестру Марію Микоту, знявши її з поїзда до Рівного, який відвозив цивільних осіб на примусові роботи у Третій рейх.
На початку 1942 року Лідія працювала офіціанткою в казино госпштабу німецьких окупаційних військ (глава штабу генерал Кернер), а також вона здавала кімнату у своїй квартирі німецьким офіцерам. Приблизно в цей час з нею вийшов на зв'язок розвідник Микола Гнидюк (агент «Гід»), який працював під легендою торговця Яна Багінського і намагався перевірити, кому лояльна Лідія . За словами командира партизанського загону Дмитра Медведєва, Лідія приймала у себе вдома німецьких офіцерів, щоб уникнути вивезення на примусові роботи . Коли Гнидюк переконався, що Лідія щиро ненавидить гітлерівців, і розкрився їй як радянський партизан, вона з радістю прийняла пропозицію працювати з партизанами і навіть висловила готовність підсипати отруту Кернеру в їжу. Пізніше Лідія застосувала отруту не проти Кернера, а проти свого постояльця, який одного разу зізнався в участі у розстрілі радянських військовополонених. Партизани вирішили використати можливості Лідії для пошуку та ліквідації високопоставлених німецьких офіцерів.

## Помічниця Кузнецова
У травні 1943 року Лідія познайомилася з обер-лейтенантом Паулем Зібертом, під ім'ям якого діяв агент 4-го управління НКДБ СРСР Микола Кузнецов. На тлі розмов німців про розправи над громадянським населенням Лісовська, незважаючи на приємну зовнішність і характер Зіберта, спочатку зненавиділа його, вважаючи його черговим окупантом: це зауважив Гнидюк, який вчасно доповів командуванню, і Кузнецову надійшло розпорядження розкрити свою особистість Лідії — тоді він і повідомив пароль: «Привіт від Попова». За версією Дмитра Медведєва, Лісовська намагалася підсипати отруту в каві Зіберту, проте Гнидюк вчасно запобіг катастрофі, сам ненароком розкривши таємну інформацію Лідії Кузнєцова . Дізнавшись правду про свого постояльця, Лідія стала помічницею Кузнецова, почавши організовувати його знайомства з високопоставленими німецькими воєначальниками та чиновниками окупаційної адміністрації у Рівному. У розмовах вона дізнавалася відомості про можливі пересування німецьких військ, їх плани та настрої особового складу німецької армії. Вона навіть залучила до роботи свою двоюрідну сестру Марію Микоту (1924—1944), яка працювала в ресторані «нюр фюр дойче». Коли Марію та Лідію спробували завербувати в СД, щоб інформувати службу про настрої та розмови в офіцерському та чиновницькому середовищі, партизани переконали дівчат прийняти пропозицію, щоб отримувати звідти цінну інформацію . Так за завданням радянських партизанів Марія (агент «Майя») та Лідія стали співробітниками ЦД  (зокрема, Марія отримала псевдонім «17»). Це дозволило Кузнецову через дівчат спрямовувати німцям зважену дезінформацію . Марія навіть організувала бордель для німецьких офіцерів у своїй квартирі в будинку № 15 по вулиці Легіонов, де разом із сестрою обслуговувала офіцерів, отримуючи від них важливу інформацію про німецькі війська на Східному фронті та розвідувальні операції.
Незабаром Кузнецов познайомився зі штурмбаннфюрером СС Ульріхом фон Ортелем, одним із підлеглих Отто Скорцені, і через «Майю», яка мала близькі стосунки з Ортелем, придбав плани про замах на лідерів СРСР, США і Великої Британії під час Тегеранської конференції. На підставі повідомлень Кузнецова радянським спецслужбам вдалося зірвати операцію абвера в Тегерані, причому, за версією Дмитра Медведєва, Лідія дізналася від Ортеля про його наміри брати участь в операції, яка пообіцяла їй привезти цінний подарунок з Ірану . Спробу викрити Кузнецова в цей же час зробив майор вермахту та агент абвера Мартін Геттель, який припустив, що обер-лейтенант Пауль Зіберт є британським шпигуном . Вважаючи Зіберта агентом британської таємної розвідувальної організації, Геттель вирішив спробувати через Лідію спровокувати Зіберта: вона в розмові миттєво має згадати слово «сер». Геттель розраховував через Зіберта запропонувати свої послуги англійській розвідці і перекинутися на її бік за першої нагоди, коли поразка Німеччини у війні стане питанням часу. Провокація через Лідію не відбулася, проте пізніше Струтинський, який супроводжував Кузнецова, ненароком видав свого начальника, безцеремонно сівши при ньому за стіл: Геттель, який здогадався про все, скрутили і після допиту отримали від нього інформацію про діяльність абвера в Рівному, а потім Кузнецов пристрелив його .
Восени 1943 року Лісовська за завданням Кузнецова влаштувалася працювати економкою до командувача 740-го з'єднання « східних батальйонів» генерал-майора Макса Ільгена, відповідального за підготовку формувань вермахту з колабораціоністів з території СРСР, а також керував боротьбою з радянськими партизанами. Вона ж запропонувала запросити Марію помічницею. У листопаді Лідія повідомила всю інформацію колегам агента Кузнецова про розпорядок дня, охорону та час приїздів та від'їздів Ільгена, що дозволило підготувати операцію з викрадення генерал-майора . 15 листопада Кузнецов і троє його супутників (соратник Микола Струтинський, партизани Стефанський і Камінський) викрали Ільгена, заарештувавши заодно двох німців козаків, що перейшли на бік (чатового Василя Луковського і денщика Михайла М'ясникова), а гауптмана Пауля Гранау, особистого водія Еріха Коха (після допиту Гранау та Ільгена розстріляли) . М'ясников після умовлянь погодився перейти до радянських партизанів. Лісовську перед операцією відправили на зустріч із офіцером гестапо у людне місце. Проте 17 листопада ввечері її заарештували та вісім днів допитували, перш ніж відпустити на волю. Рівним надалі прокотилася хвиля арештів можливих спільників Кузнецова, які нібито допомагали йому викрасти Ільгена: 4 січня 1944 року кілька людей було повішено. Після загибелі Ільгена Лідія на деякий час влаштувалася працювати офіціанткою до їдальні гуртожитку льотчиків .

## Катування у в'язницях
Після звільнення Рівненської області та подальшого розформування загону «Переможці» і Лідію Лісовську, і Марію Микоту напередодні 1944 року представили до ордена Вітчизняної війни І ступеня за розвідувальну діяльність у тилу ворога  (за деякими даними, Лісовська була нагороджена 23 грудня 1943 року). Лісовська за завданням партизанів поїхала до Львова з німецькими військами, що відступали. У Львові її було заарештовано: поліція вирішила, що Лісовська була спільницею Зіберта і допомогла йому викрасти і стратити Ільгена. На допитах її били, а наприкінці січня мало не розстріляли. Після одного з допитів Лідія лежала на підлозі камери непритомною, і її прийняли за померлу. Під час перебування у в'язниці вона миттю дізналася про секретний наказ офіцерам змінити теплі зимові плащі на шинелі, щоб спробувати спіймати Зіберта як шпигуна, проте через Марію Микоту та свою сестру Олену зуміла вчасно попередити Кузнецова. Оскільки той неодноразово оголошувався у Львові, німці вирішили спробувати вийти через Лідію на нього: вони підлікували дівчину, одягли і під наглядом агентів почали виводити на прогулянку центральними вулицями Львова. Кузнецов та Лідія зустрілися біля готелю з рестораном «Жорж», проте вдали, що не знають один одного. Цим Лідія врятувала розвідника від провалу. Про спробу спіймати Кузнецова через Лісовську в 1951 році розповів співробітник поліції безпеки у Львові, що потрапив у радянський полон, у Львові гауптштурмфюрер СС Петер Краузе .

## Загибель
9 березня 1944 року Кузнецов загинув у бою з бійцями УПА. Лідія важко переживала загибель Кузнецова і нерідко говорила, що знає про діяльність підпілля, що діяло в Рівному, шокуючу інформацію, після розкриття якої «можуть полетіти великі голови» : пізніше про компрометуючу інформацію писав О. В. Ракитянський .
26 жовтня того ж року Лідія Лісовська та Марія Микота загинули за не з'ясованих до кінця обставин. Для вручення нагород вони їхали зі Львова до Рівного. Біля Острогу машина мала повернути у бік Рівного, але вона попрямувала на Хмельниччину. Під'їжджаючи до села Кам'янка, пригальмувала. Близько 19 години на шосе Острог-Шумськ у селі Кам'янка Ізяславського (з 2020 року — Шепетівського району) Хмельницької області біля будинку сім'ї Осташевських зупинилася шеститонна зелена військова машина («Студебекерент») у якій їхали Лідія та Марія у супроводі чотирьох чоловіків у радянській військовій формі. Вони прямували на вручення орденів Вітчизняної війни до Києва, причому Лісовська мала посвідчення УНКДБ СРСР по Львівській області : пізніше з'ясувалося, що дівчатам замовили квитки на потяг, якими вони чомусь не скористалися . Микота першою зійшла з машини. Коли Лісовська хотіла подати їй валізу, прогриміли три постріли. За словами свідків, Марія розмовляла з одним із офіцерів, а перед пострілами пролунав крик: «Не стріляй!». Микота загинула відразу, а Лісовська була поранена першим пострілом і потім добита, коли автомобіль проїжджав поблизу хутора Мазярня Ізяславського району Хмельницької області), там же тіло Лісовської викинули. Наступного ранку обидва тіла виявили місцеві жителі. Автомобіль, в якому їхали розвідниці, після обстрілу рвонув у бік Шумська на Тернопільщині, проігнорувавши вимоги бійців КПП, проломив шлагбаум і втік у напрямку міста Кременця. Розслідування інциденту контролював начальник 4-го управління НКДБ СРСР Павло Судоплатов, проте встановити обставини загибелі не вдалося.
За однією з версій, убивцею був агент гестапо Ріхард (Рішард) Аренд, який навчався до війни з Лідією в одній гімназії і пізніше неодноразово з'являвся у Львові у формі радянського офіцера. За іншою версією, замах скоїли польські бойовики або члени УПА. Зрештою, прихильники теорій змови розглядають версію про те, що Лісовську вбили радянські партизани або «співробітники» НКВС як подвійного і навіть потрійного агента  : аргументом на користь причетності НКВС називається незрозуміле висловлювання Миколи Струтинського, який нібито так і не зрозумів, на кого на справді працювала Лісовська.
Радянська історіографія свідчить, що розвідниці загинули «за загадкових обставин» і намагалася приписати вбивство сестер агентам гестапо або українським підпільникам. Однак сучасні українські історики, зокрема, Олександр Намозов, відзначає, що Лідію та Марію вбили чекісти. Підпільниці надто багато знали, а таких людей чекісти Сталіна не лишали в живих.
Єжи Лісовський пережив Лідію майже на півстоліття, а незадовго до смерті спробував з'ясувати долю своєї дружини  : посилаючись на свого друга Юзефа, розвідника, він стверджував, що Лідію нібито могла завербувати польська розвідка, лояльна до польського уряду в Лондоні.
Обидві розвідниці були поховані місцевими жителями в центрі села Кунів Ізяславського району (з 2020 року — у Плужненській сільській громаді Шепетівського району) Хмельницької області. На спільній для них могилі було встановлено пам'ятник. Орденом Вітчизняної війни Лісовська та Мікота були нагороджені посмертно .

## Ушанування
Певний час у Рівному одна з вулиць найменувалася іменем Лідії Лісовської. Однак в межах декомунізації у 2017 році вулиця була перейменована.

## У кіно
У фільмі 1985 року "Загін спеціального призначення " роль Лідії Лісовської зіграла Мірдза Мартінсоне.